# Arnauld-Éloi Gautier-Dagoty

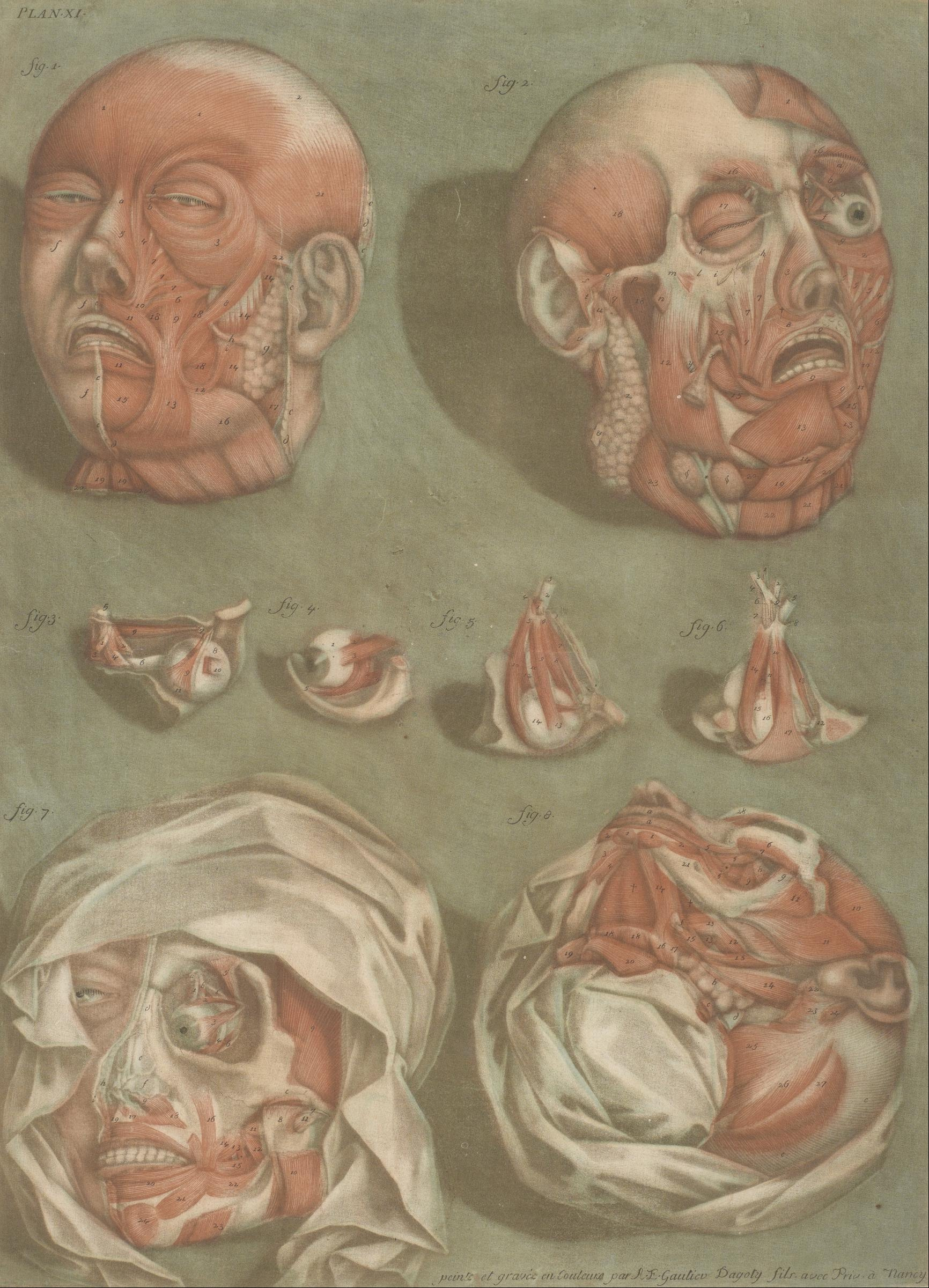
Étude de têtes et d'yeux, gravure conservée au Musée des Beaux-Arts de Houston

Arnauld-Éloi Gautier-Dagoty est un graveur français né le 30 juin 1744 à Paris et décédé le 8 mai 1783 à Florence,. 

## Biographie et œuvre
Second des cinq fils de Jacques Gautier d'Agoty, il utilise comme son père et ses frères le procédé de la gravure à la manière noire imprimée en couleurs à quatre planches préparées au berceau : la première en manière noire, gravée au burin et à la roulette, apporte le noir ; la seconde et la troisième, en manière noire, apportent respectivement le bleu et le jaune ; la quatrième, en manière noire et gravée à la pointe, apporte le rouge.
Arnauld-Éloi a publié des planches d'anatomie et d'histoire naturelle. 

### Cours complet d'anatomie, 1773
Cet ouvrage, publié en 1773 et agrémenté des explications de Monsieur Jadelot, professeur d'anatomie à la faculté de médecine, est un recueil de planches consacrées au système musculaire de l'homme. Les planches n'apportent pas de nouveauté. Toutefois, à la différence de son père, Arnaud-Éloi préfère la valeur scientifique à la valeur artistique. En effet, les écorchés retrouvent leur aplomb et une certaine rigueur scientifique.
Les figures emblématiques du corps idéal - Vénus et Apollon - sont d'abord présentées. L'homme est dénudé au fil des pages, des premiers muscles au plus profond puis au squelette. La démonstration est basique, tout comme le sont les couleurs : jaune pour le squelette, rose/rouge pour la chair.
Parfois, le graveur ajoute une petite pointe d'humour à son œuvre : des ombres, disproportionnées par rapport à la taille du squelette représenté, s'enfuient du cadre.

## Publications
- Cours complet d'anatomie, peint et gravé en couleurs naturelles par M. A. É. Gautier d'Agoty, second fils ; et expliqué par M. Jadelot, professeur d'anatomie, Nancy,  Jean-Baptiste-Hyacinthe Le Clerc, 1773 ; avec une suite de quinze gravures[6] Lire en ligne sur Bibliothèque numérique Medic@.
- Barthélemy Faujas de Saint-Fond, Mémoire sur des bois de cerfs fossiles, trouvés en creusant un puits dans les environs de Montélimar en Dauphiné, Granoble, J. Cuchet, 1776 ; illustré par Arnauld-Éloi Gautier-Dagoty de 4 planches[7] Lire en ligne.